# Gamma Corvi (personaggio)
Gamma Corvi (Corvus Glaive) è un personaggio immaginario che appare nei fumetti supereroistici pubblicati dalla Marvel Comics. È uno degli importanti membri dell'Ordine Nero, una squadra di alieni che opera per conto di Thanos.
Come membro dell'Ordine Nero, insieme ai suoi compagni vengono chiamati Cacciatori d'Ossidiana e Figli di Thanos, nei film del 2018-2019, Avengers: Infinity War e Avengers: Endgame interpretato da Michael James Shaw.

## Storia editoriale
Gamma Corvi apparve per la prima volta come un cameo in Nuovi Vendicatori #8 a settembre 2013 ed è stato creato da Jonathan Hickman e Jerome Opeña. Apparì fisicamente invece insieme ad altri membri dell'Ordine Nero, in Infinity #1 a ottobre 2013.

## Biografia
Gamma Corvi, fratello dell'Astro Nero, è il leader dell'Ordine Nero, organizzazione criminale aliena guidata da Thanos. Gamma è il membro più fedele al Titano poiché tradisce la sua razza per raggiungere la gloria. Nel crossover Infinity del 2016, Gamma Corvi, con la moglie Proxima Medianox e il Titano Pazzo, viene congelato in un costrutto ambrato da parte del figlio di Thanos, Thane.

## Poteri e capacità
Gamma Corvi possiede forza, resistenza, velocità e agilità sovrumane, una grande abilità corpo a corpo e un efficace utilizzo della sua lancia supertagliente. Grazie a quest'ultima, può essere riportato in vita.

## Altri media

### Televisione
- Gamma Corvi apparve nella serie animata Avengers Assemble, doppiato da David Kaye. Serve l'Ordine Nero sotto Thanos.
- Gamma Corvi apparve anche nella serie animata Guardiani della Galassia, doppiato da David Kaye.

### Marvel Cinematic Universe
Il personaggio appare all'interno del Marvel Cinematic Universe, interpretato dall'attore statunitense Michael James Shaw e doppiato da Alessandro Budroni.
- Gamma Corvi apparve come uno dei quattro antagonisti secondari nel film Avengers: Infinity War (2018). Come arma utilizza un'alabarda in grado di tagliare perfino il Vibranio, di cui è composto il corpo di Visione. Insieme al suo gruppo si reca sulla Terra per recuperare le altre due Gemme dell'Infinito. Insieme a Proxima Media Nox, bracca Scarlet Witch e Visione a Edimburgo iniziando un duro scontro contro di loro mettendoli in difficoltà, ma alla fine lui, apparentemente morto, e Proxima vengono messi in fuga dall'arrivo di Capitan America, la Vedova Nera e Falcon. Dopo essersi ripreso partecipa alla battaglia in Wakanda per recuperare la Gemma della Mente nella testa di Visione, insieme con Proxima e l'Astro Nero. Quando Wanda si reca sul campo di battaglia, decide di andare a recuperare la gemma, infiltrandosi nel laboratorio Wakandiano dove si trova Visione e aggredendo Shuri, riuscendo quasi nel suo intento, ma viene bloccato da Capitan America iniziando uno scontro con il super soldato. Alla fine verrà ucciso da Visione, trafitto con la sua stessa arma.
- Gamma Corvi ritorna come uno degli antagonisti minori nel film Avengers: Endgame (2019). Compare come una sua copia del passato (del 2014) che viaggiando nel tempo con l'esercito di Thanos per partecipare alla più grande battaglia finale sulla Terra. Viene ucciso da Okoye durante lo scontro e più tardi il suo cadavere si dissolve tra le braccia di sua moglie, insieme al resto delle forze di Thanos quando Tony Stark, schiocca le dita tramite le Gemme dell'Infinito disposte sul guanto.
- Gamma Corvi apparve anche nella prima serie animata dell'MCU What If...? (2021).

### Videogiochi
- Gamma Corvi apparve come mini boss in Marvel: Avengers Alliance.
- Gamma Corvi apparve come boss e come personaggio sbloccabile in Marvel Future Fight.
- Gamma Corvi appare come personaggio giocabile, nel DLC "Infinity War" per Lego Marvel Super Heroes 2.
- Gamma Corvi appare nel videogioco Marvel: La Grande Alleanza 3: L'Ordine Nero.
- Gamma Corvi appare come personaggio giocabile nel videogioco per smartphone Marvel: Sfida dei campioni.